# Medaglia del giubileo di diamante della regina Vittoria
La medaglia del giubileo di diamante della regina Vittoria era una commemorativa per celebrare il 60º anniversario dell'incoronazione della regina Vittoria del Regno Unito.

## Descrizione
La  medaglia era composta di un disco d'oro, d'argento o di bronzo raffigurante sul diritto l'effigie "anziana" a mezzo busto della regina Vittoria col capo velato in abito vedovile circondata dalla scritta: VICTORIA ANNVM REGNI SEXAGESIMVM FELICITER CLAVDIT XX IVN MDCCCXCVII. Sul retro si trovava il ritratto della regina Vittoria "giovane" di profilo sotto la quale si trovavano dei rami d'alloro con l'indicazione 1837, data della sua ascesa al trono. L'effigie era circondata dalla scritta: LONGITVDO DIERVM IN DEXTERA EIVS ET IN SINISTRA GLORIA. Alcune medaglie erano sormontate da una piccola corona d'oro che univa la medaglia al nastro.
Di queste medaglie vennero realizzate anche produzioni di maggiore entità in forma di medaglioni di 56 mm di diametro in oro, argento o bronzo che però non avevano nastro.
Il nastro era blu con due strisce bianche ai lati.